# デビッド・アルダナ
デビッド・アルダナ（David Aldana, 1949年11月26日 - ）はアメリカ合衆国カリフォルニア州サンタアナ出身の元オートバイレーサーである。ダートトラックレースやロードレースで活躍した。

## 経歴
アルダナはそのワイルドなライディングスタイルと奇抜なレーシングウェアによって、1970年代のAMAグランドナショナル選手権において最も華やかなレーサーの一人として記憶されている。モトクロスやスピードウェイレースを含む、ほとんどあらゆるカテゴリのレースに出場経験を持つライダーである。
1970年、BSAのマシンでAMAグランドナショナル選手権にデビューしたアルダナは、ルーキーでありながらタイトル争いに絡む活躍を見せた。サクラメントのマイルレースでのクラッシュによって3戦を残してタイトルの望みを絶たれてしまったものの、3勝を挙げてランキング3位に食い込んだのである。優勝かリタイヤか、という派手なレース運びは多くのファンを獲得した。
また、自らデザインした、前面に骸骨をあしらったレザースーツでも有名である。このスーツは悪趣味であるとの物議を醸し、AMAのオフィシャルはアルダナがこのスーツを着用してレースに出場するのであれば1ポイントを剥奪するとの宣言まで出した。
1970年代後半になるとアルダナは活躍の場をロードレースに集中させるようになった。
1975年にはロードレースにおける米英対抗戦であるトランス・アトランティック・マッチレースにアメリカチームのエースとして出場し初勝利に貢献した。
1975年からスズキのワークスライダーとして走った後、1980年には若きエディ・ローソンのチームメイトとしてカワサキのAMAスーパーバイクチームに加わった。

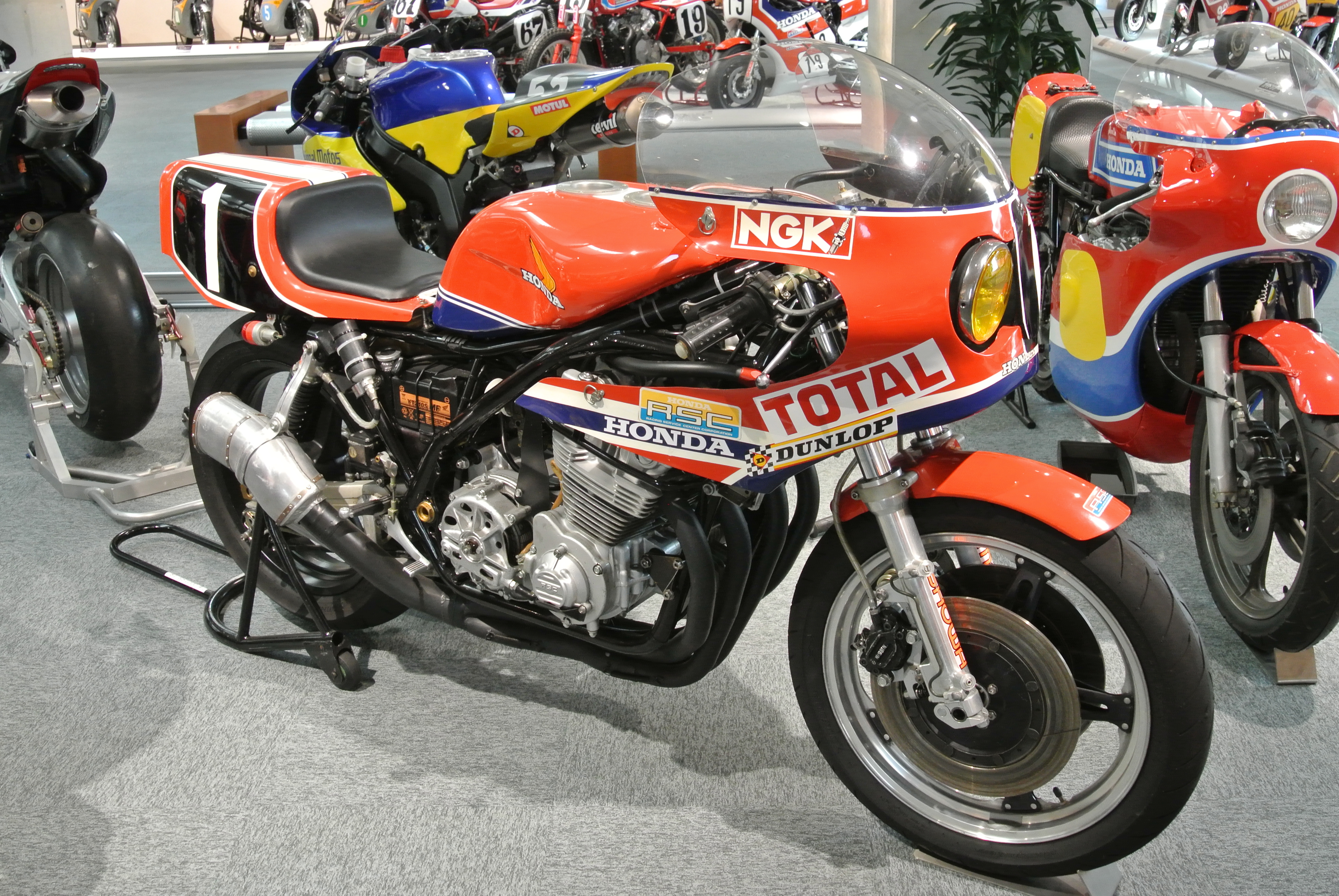
1981年の鈴鹿8時間耐久で優勝したホンダ・RS1000 アルダナ車

また、ホンダ・ワークスの一員としてボルドール24時間を初めとするFIM世界耐久選手権にも出場した。1981年にはマイク・ボールドウィンとのペアで鈴鹿8時間耐久レースに優勝している。
8耐にはその後も出場しており、1982年の豪雨の中のレースではホームストレートで転倒、濡れた路面を滑走してメインスタンド前を駆け抜けるというシーンを演じた（転倒にもかかわらずレースは6位完走）。
アルダナはいくつかの大きな国際レースに出場するかたわらAMA選手権で通算4勝を挙げ、1999年にはAMAモーターサイクル殿堂入りを果たした。

## 戦績

### 鈴鹿8時間耐久オートバイレース
| 年   | チーム                           | ペアライダー               | 車番 | マシン                    | タイヤ | 予選順位 | 予選タイム | 決勝順位 | 周回数 |
| ---- | -------------------------------- | -------------------------- | ---- | ------------------------- | ------ | -------- | ---------- | -------- | ------ |
| 1979 | ホンダ・アメリカ                 | デイル・シングルトン       | 5    | ホンダ・CB900             | D      | 5        | 2'20”67    | Ret      | 138    |
| 1980 | モリワキレーシング               | デビッド・エムデ           | 16   | カワサキ・Z1              | D      | 2        | 2'17”69    | Ret      | 74     |
| 1981 | ホンダ・フランス                 | マイク・ボールドウィン     | 1    | ホンダ・RS1000            | D      | 6        | 2'18”34    | 1位      | 199    |
| 1982 | Team 伊太利屋SPORT ヨシムラR&D   | ウェス・クーリー           | 12   | ヨシムラ・TESTAROSSA1000R | D      | 4        | 2'18”41    | 6位      | 116    |
| 1983 | MOTO ELF                         | クリスチャン・ル＝リアール | 8    | elf-e ホンダ              | D      | 9        | 2'28”55    | Ret      | 32     |
| 1984 | ヤマモトレーシング               | Bruce Sass                 | 10   | ホンダ・VF750F            |        | 61       | 2'39”80    | Ret      | 34     |
| 1986 | NICOLE ミントレーシング of Japan | ジョン・A・ロング          | 9    | BMW・K75                  |        |          |            | DNQ      | -      |
| 1988 | TEAM NICOLE                      | デビッド・デボー           | 31   | BMW・K75R                 | M      |          |            |          | -      |